# Michael Shaowanasai
Michael Shaowanasai (thaï: ไมเคิล เชาวนาศัย), né en 1964 à Philadelphie (Pennsylvanie, États-Unis), est un artiste thaï-américain et un acteur thaïlandais. 
Il vit à Bangkok.

## Filmographie

### Coréalisateur et acteur
- 2003 : The Adventure of Iron Pussy / หัวใจทรนง  (Hua jai tor ra nong)[4]

### Acteur
- 2006 : Metrosexual / แก๊งชะนีกับอีแอบ (Gaeng chanee gup ee-aep)
- 2006 : Lucky Loser / หมากเตะ..โลกตะลึง (Mak Tae Loke Talueng)
- 2009 : Happiness of Kati / ความสุขของกะทิ[5]
- 2011 : Camellia / รักแรก รักเธอ รักสุดท้าย
- 2012 : Suddenly It's Magic
- 2015 : How to Win at Checkers (Every Time)
- 2019 : The Cave
- 2021 : The Maestro : A Symphony of Terror [6]